# 18 Monocerotis
Désignations
18 Monocerotis (en abrégé 18 Mon) est une étoile binaire de la constellation équatoriale de la Licorne. Elle est visible à l'œil nu avec une magnitude apparente de 4,47, située à peu près à mi-chemin entre la ceinture d'Orion et Procyon. D'après la mesure de sa parallaxe annuelle par le satellite Gaia, l'étoile est distante d'environ ∼ 394 a.l. (∼ 121 pc) de la Terre. Elle s'en éloigne à une vitesse radiale héliocentrique de +11 km/s.
18 Monocerotis est une binaire spectroscopique à raies simples avec une période orbitale d'environ 1 761 jours (4,8 ans) et avec une excentricité de 0,4. Sa composante visible est une étoile géante rouge de type spectral K0+III. Elle a également été classée avec un type de K0+IIIaBa0,2, avec la notation « Ba0,2 » indiquant une légère surabondance en baryum dans son spectre. Ce dernier montre également de fortes raies violettes de CN. Le rayon de l'étoile est environ 27 fois plus grand que le rayon solaire, elle est autour de 311 fois plus lumineuse que le Soleil et sa température de surface est de 4 750 K.